# リトル・ダンサー
『リトル・ダンサー』（英: Billy Elliot）は、2000年のイギリスの青春ドラマ映画。監督はスティーブン・ダルドリー、出演はジェイミー・ベルとジュリー・ウォルターズなど。製作・配給はBBCフィルムズ。
1984年のイギリス北部の炭鉱町・ダラムを舞台に、1人の少年が当時、女性のためのものとされていたバレエに夢中になり、性差を超えてプロのバレエダンサーを目指す過程を描いた作品である。キャッチコピーは「僕がバレエ・ダンサーを夢見てはいけないの？」。映画のジャンルは、主に音楽・青春・ドラマに大別される。

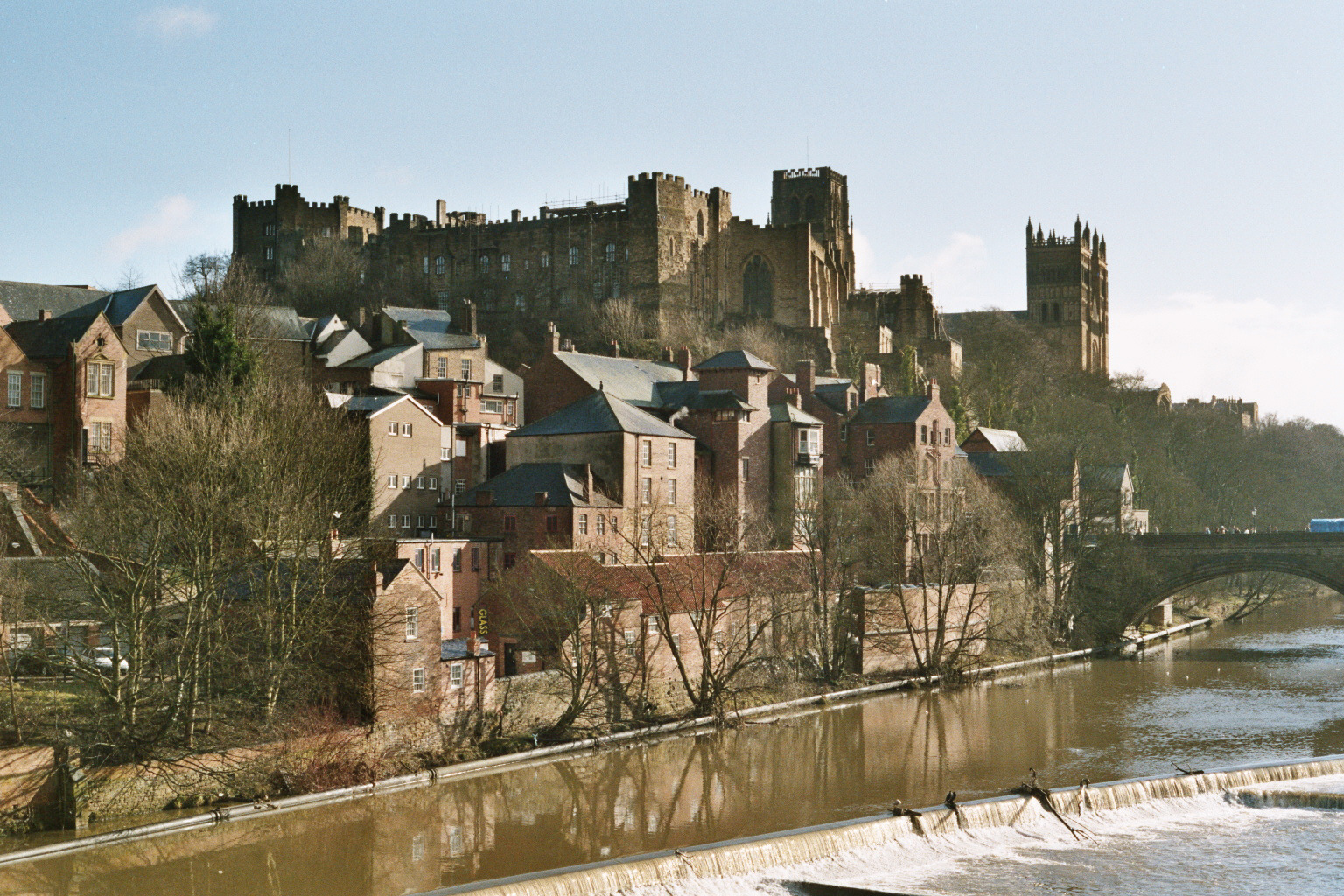
映画の舞台・ダラム大聖堂

## 概要
ロンドン・ロイヤルコート劇場の芸術監督を経て、ブロードウェイなど100本を超える舞台のほか、BBCのラジオドラマ・テレビドラマの製作、および演出を手がけてきたスティーブン・ダルドリーの第1作となる長編映画。舞台出身ならではの大胆かつ独特と言える演出方法を存分に生かした作品で、ダルドリーは第1作にして早くもオスカー候補に名を連ねた。
「イギリス北東部の訛りを持つ、ダンスが得意な少年」という出演条件を満たし、約2,000人の候補から選出されたジェイミー・ベルは、6歳から始めたダンスを披露し、卓越した演技力と共に賞賛を受け、15歳で英国アカデミー賞とロンドン批評家協会賞の主演男優賞を受賞した。ベルがダンスをするシーンのBGMには、日本でも知名度の高いT・レックスやザ・ジャムといったイギリス出身のアーティストによる楽曲が使用され、さらに世界的バレエダンサーであるアダム・クーパーが特別出演したことも大きな話題を呼んだ。
ボクシングを習っている少年が、ふとしたきっかけでバレエの虜となり、少女に混じりプロを目指すストーリーと、コメディの様相を見せながらもそこで展開される親子愛を中心とした温かみのある人間ドラマは、全世界で高く評価され、日本においても第13回東京国際映画祭で特別招待作品として上映されるなどした。500万ドルという低予算の作品であったが、結果的にその20倍近い1億ドル超の興行収入を記録した。イギリス内外問わず、約50の映画賞で100部門に迫るノミネートを受け、50近い賞を受賞した。

## ストーリー
1984年。イングランド北部・ダラムの炭鉱町・エヴァリントンに住むビリー・エリオットは、炭鉱夫である父・ジャッキーと兄のトニー、そして軽度の認知症を患う祖母と一緒に暮らしている。母・ジェニーは、ビリーが幼い頃に亡くなっていた。当時のイギリスは、炭鉱不況の真っ只中で、父と兄は炭鉱ストライキに参加していた。父・ジャッキーは、ボクシングの熱烈なファンであり、近所のジムにビリーを通わせている。しかし、ビリー自身は、殴り合うというボクシングの特性に馴染むことができなかった。
そんなある日、ボクシングジムの隅で、バレエ教室が開かれることになった。もともと音楽が好きであったビリーは、音楽に合わせて優雅に踊るバレエに魅せられ、密かに教室に参加し、コーチであるサンドラ・ウィルキンソンに師事し、彼女の指導を仰ぐ。ウィルキンソンは、ビリーにバレエの才能を見いだし、ビリーもそれに答えるかのように、みるみると上達していく。
しかし、内緒のバレエ教室通いを知った父・ジャッキーは激怒し、親子には亀裂が走る。ビリーから亡き母・ジェニーの手紙を見せられたウィルキンソンは、彼女を偲ぶ。ストライキは長期化、過激化し、首謀者のリーダー格の兄・トニーは、警官に逮捕される。ウィルキンソンは、ビリーにオーディションを受けさせようとするが、家族の苦境を目の当たりにしたビリーは、それに従うことができない。ビリーの才能を訴えるウィルキンソンに対し、兄・トニーは「ビリーをあんたの暇つぶしのおもちゃにするな」と言い放ち、大喧嘩に発展する。
クリスマス、長引くストライキの影響で、亡き妻・ジェニーの形見のピアノを壊して暖炉の燃料にする父・ジャッキー。最悪なクリスマスだと言いながら、ビリーはボクシングジムで親友とバレエに興じ、その姿を父に見られるが、ビリーはやり場のない苛立ちを吐き出すかのように、父の前で踊ってみせた。父は才能を確信し、ビリーの望みを叶えることを決意する。翌日、父はスト破りの列に加わる。結局兄が父のスト破りを止めたものの、事情を知った炭鉱仲間がカンパをし、父は亡き妻の形見を質屋に売る。ビリーはロンドンのロイヤル・バレエ学校を受験し、合格する。
14年後、父とトニーが駆け付けた大劇場で、ビリーがマシュー・ボーンの「白鳥の湖」を踊り、物語の幕が下りる。

## キャスト
| 役名                                             | 俳優                   | 日本語吹替                                               | 日本語吹替        |
| 役名                                             | 俳優                   | 旧録版                                                   | 新録版            |
| ------------------------------------------------ | ---------------------- | -------------------------------------------------------- | ----------------- |
| ビリー・エリオット                               | ジェイミー・ベル       | 進藤一宏                                                 | 矢島晶子          |
| サンドラ・ウィルキンソン（ビリーのバレエの先生） | ジュリー・ウォルターズ | 立石涼子                                                 | 火野カチ子        |
| ジャッキー・エリオット（ビリーの父）             | ゲイリー・ルイス       | 池田勝                                                   | 稲葉実            |
| トニー・エリオット（ビリーの兄）                 | ジェイミー・ドラヴェン | 竹若拓磨                                                 | 川島得愛          |
| ビリーの祖母                                     | ジーン・ヘイウッド     | 矢野陽子                                                 |                   |
| マイケル・キャフリー                             | ステュアート・ウェルズ | 小出達也                                                 | 高乃麗            |
| デビー・ウィルキンソン                           | ニコラ・ブラックウェル | 米丘ゆり                                                 |                   |
| ジョージ・ワトソン                               | マイク・エリオット     | 天田益男                                                 |                   |
| ジェニー・エリオット（ビリーの母）               | ジャニーン・バーケット | 鈴木紀子                                                 |                   |
| 25歳のマイケル                                   | メリン・オーウェン     | 河野智之                                                 |                   |
| 25歳のビリー                                     | アダム・クーパー       | 川村拓央                                                 |                   |
| その他                                           | -                      | 水原リン 仲野裕 田中完 三宅健太 斉藤瑞樹 出口佳代 城雅子 | 神谷和夫 北川勝博 |

- 旧録版は、アミューズより発売されたDVDに収録（ドルビーサラウンド音声）。
- 新録版は、NBCユニバーサル・エンターテイメントとKADOKAWAより発売されたDVD・Blu-rayに収録（5.1chサラウンド音声）[2]。

## 作品の評価

### 映画批評家によるレビュー
Rotten Tomatoesによれば、批評家は「笑いと涙の両方を呼び起こすことができる魅力的な映画である」と一致した意見を見せ、119件の評論のうち、高評価は85%にあたる101件で、平均点は10点満点中7.3点となっている。Metacriticによれば、34件の評論のうち、高評価は28件、賛否混在は5件、低評価は1件で、平均点は100点満点中74点となっている。

### 受賞歴
- 英国アカデミー賞
  - 主演男優賞（ジェイミー・ベル）
  - 助演女優賞（ジュリー・ウォルターズ）
  - 英国作品賞
- 放送映画批評家協会賞
  - 子役賞（ジェイミー・ベル）
- 日本アカデミー賞
  - 外国語映画賞
- エディンバラ国際映画祭
  - 観客賞

## 日本国内で正規に販売されているDVD
- 『リトル・ダンサー DTSエディション』（2005年3月25日発売）
- 『リトル・ダンサー コレクターズ・エディション』（2005年12月22日発売）

## ミュージカル
本作に基づいたエルトン・ジョン作曲のミュージカル（英: Billy Elliot the Musical）も製作され、高い評価を受けている。2005年、ウェスト・エンドのヴィクトリア・パレス劇場にて上演が始まり、翌年のローレンス・オリヴィエ賞で最優秀新作ミュージカル賞・最優秀作曲賞・最優秀振付賞など主要な賞を総なめにした。
ビリー役を演じた子役3人は、史上初となる最優秀主演賞の同時受賞を果たし、ビリー役の1人で当時13歳だったリアム・モワーは、史上最年少での受賞になった。2008年には、ブロードウェイでも上演開始され、第63回トニー賞にてミュージカル作品賞をはじめ、主演男優賞・演出賞など10部門を独占し、この回の最多受賞となった。主演男優賞では、ビリー役を演じた子役3人が、演技部門で史上初となる同時受賞を果たした。
ブロードウェイでは、2012年に上演を終了したが、その後もツアー（全米巡業）での上演が続けられている。ロンドン、ウェスト・エンドでは、2013年の段階で通算観客動員数は400万人を越えようというほどの好評を得たが、2016年4月に劇場の改修工事のため、公演を終了した。
日本では『ビリー・エリオット ミュージカルライブ／リトル・ダンサー』のタイトルで、2014年9月28日のロンドン公演が字幕付きでTOHOシネマズ日劇を皮切りに順次上映された。本公演では、現在のビリー役の他、歴代のビリー役を務めた全27人が共演しており、このバージョン向けの特別フィナーレも行われた。
このほか、オーストラリア（初演2007年）、アメリカ（2008年）、韓国（2010年）、ノルウェー（2014年）、オランダ（2014年）、デンマーク（2015年）など、多くの国で各国キャストによるローカル版が製作された。

### 日本での上演
『ビリー・エリオット 〜リトル・ダンサー〜』のタイトルで、2017年に赤坂ACTシアター・梅田芸術劇場メインホールにて上演。キャストは、オーディションを経て選出され、主役となるビリー役は、クラシック・バレエ、タップダンス、アクロバット、歌など、約1年間のトレーニングとオーディションを経て決定。クラシック・バレエはKバレエスクール、タップダンスは、HIDEBOHが主宰するHiguchi Dance Studioが、アクロバットをコナミスポーツが全面協力した。オーディションの様子は、TBS系『アカデミーナイトG』の2016年12月22日（21日深夜）放送で特集された。
2016年12月18日、記者会見で応募総数1,346人の中から選出された主人公のビリー役のキャスト4名が発表され、翌年5月に1名の追加が発表された。2020年、コロナ禍により一部公演の中止を伴いながら、赤坂ACTシアターと梅田芸術劇場メインホールで再演された。2024年には、東京建物Brillia HALLとSkyシアターMBSにおいて、再々演が行われた。

#### キャスト（日本版舞台）
| 公演年 | ビリー・ エリオット                        | ジャッキー・ エリオット | サンドラ・ ウィルキンソン | おばあさん          | トニー・ エリオット | ジョージ・ ワトソン | オールダー・ ビリー                  |
| ------ | ------------------------------------------ | ----------------------- | ------------------------- | ------------------- | ------------------- | ------------------- | ------------------------------------ |
| 2017年 | 加藤航世 木村咲哉 前田晴翔 未来和樹 山城力 | 吉田鋼太郎 益岡徹       | 柚希礼音 島田歌穂         | 久野綾希子 根岸季衣 | 藤岡正明 中河内雅貴 | 小林正寛            | 栗山廉（Kバレエカンパニー） 大貫勇輔 |
| 2020年 | 川口調 利田太一 中村海琉 渡部出日寿        | 益岡徹 橋本さとし       | 柚希礼音 安蘭けい         | 根岸季衣 阿知波悟美 | 中河内雅貴 中井智彦 | 星智也              | 大貫勇輔 永野亮比己                  |
| 2024年 | 浅田良舞 石黒瑛土 井上宇一郎 春山嘉夢一    | 益岡徹 鶴見辰吾         | 安蘭けい 濱田めぐみ       | 根岸季衣 阿知波悟美 | 西川大貴 吉田広大   | 芋洗坂係長          | 永野亮比己 厚地康雄 山科諒馬         |

### 受賞歴
- トニー賞
  - ミュージカル作品賞
  - 脚本賞（リー・ホール）
  - 主演男優賞（David Alvarez、Trent Kowalik、Kiril Kulish）
  - 助演男優優賞（Gregory Jbara）
  - 演出賞（スティーブン・ダルドリー）
  - 振付賞（ピーター・ダーリング）
  - 編曲賞（Martin Koch）
  - 装置デザイン賞（イアン・マクニール）
  - 照明デザイン賞（リック・フィッシャ）
  - 音響デザイン賞（Paul Arditti）

### 映画
オンラインデータベース
- リトル・ダンサー - allcinema
- リトル・ダンサー - KINENOTE
- Billy Elliot - オールムービー（英語）
- Billy Elliot - IMDb（英語）
- Billy Elliot - Box Office Mojo（英語）
- Billy Elliot - Rotten Tomatoes（英語）
- Billy Elliot - Metacritic（英語）

配信サイト
- リトル・ダンサー - U-NEXT
- リトル・ダンサー - ビデオ・マーケット
- リトル・ダンサー - Rakuten TV
- リトル・ダンサー - TSUTAYA TV

### ミュージカル
- Billy Elliot the Musical UK & Ireland Tour（英語）
- Billy Elliot the Musical (@BillyElliotUK) - X（旧Twitter）（英語）
- Billy Elliot the Musical (@BillyElliotUK) - Instagram（英語）
- Billy Elliot the Musical (BillyElliottheMusical) - Facebook（英語）
- Billy Elliot The Musical - YouTubeチャンネル（英語）
- Billy Elliot: The Musical - インターネット・ブロードウェイ・データベース（英語）
- Billy Elliot: The Musical Live - IMDb（英語）
- International productions complete list - betm.theskykid.com
- ミュージカル『ビリー・エリオット〜リトル・ダンサー〜』公式サイト - ウェイバックマシン（2021年1月26日アーカイブ分）
- ミュージカル『ビリー・エリオット』 (@billy_japan) - X（旧Twitter）